# Ховрино (станція метро)
55°52′45″ пн. ш. 37°28′56″ сх. д. / 55.87917° пн. ш. 37.48222° сх. д.
«Хо́врино» (рос. Ховрино) — станція Замоскворіцької лінії Московського метрополітену. Відкрита 31 грудня 2017 року.

## Конструкція станції
Колонна двопрогінна мілкого закладення з острівною платформою (глибина закладення 14 — 16 м).

## Колійний розвиток
Станція має колійний розвиток — 6 стрілочних переводів, перехресний з'їзд, 2 станційні колії для обороту і відстою рухомого складу та 2 колії для відстою рухомого складу.

## Оздоблення
Одна з колійних стін станції оздоблена світло-бежевими панелями, інша — коричневими. Розташовані в центрі залу колони оздоблені дзеркально — до світло-бежевої стіни повернена коричнева частина кожної колони, а до коричневої — світло-бежева. Колони є прямокутними в перерізі, кожна з них увінчана світловими плафонами на стелі. Колійні стіни оздоблені теракотовими панелями, колони облицьовані гранітом.

## Пересадки
- Автобусні маршрути (міські): № 65, 138, 188, 200, 270,283, 283к, 400Е (експрес до Зеленограда), 559, 673, 739, 745, 958;
- Автобусні маршрути (приміські): № 344, 344к, 344С, 368.
- Залізничну та  МЦД-3 платформу Ховрино

| Попередня станція | Лінія | Лінія                | Лінія | Наступна станція |
| ----------------- | ----- | -------------------- | ----- | ---------------- |
| Біломорська       |       | Замоскворіцька лінія |       | Кінцева станція  |